# Александровка (Катав-Ивановский район)

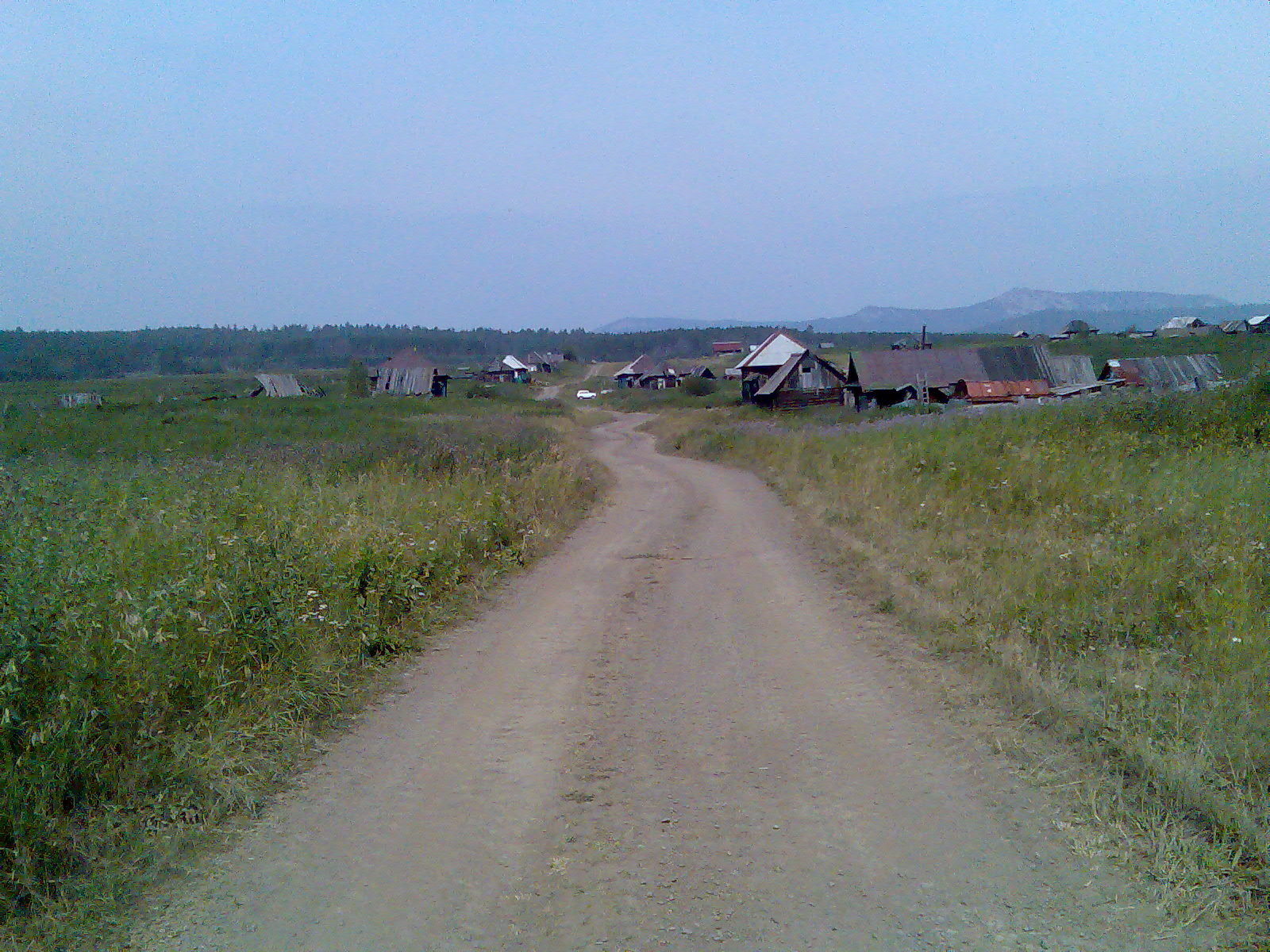
Въезд в село

Алекса́ндровка — село в составе Тюлюкского сельского поселения Катав-Ивановского района Челябинской области России. Экопоселение.

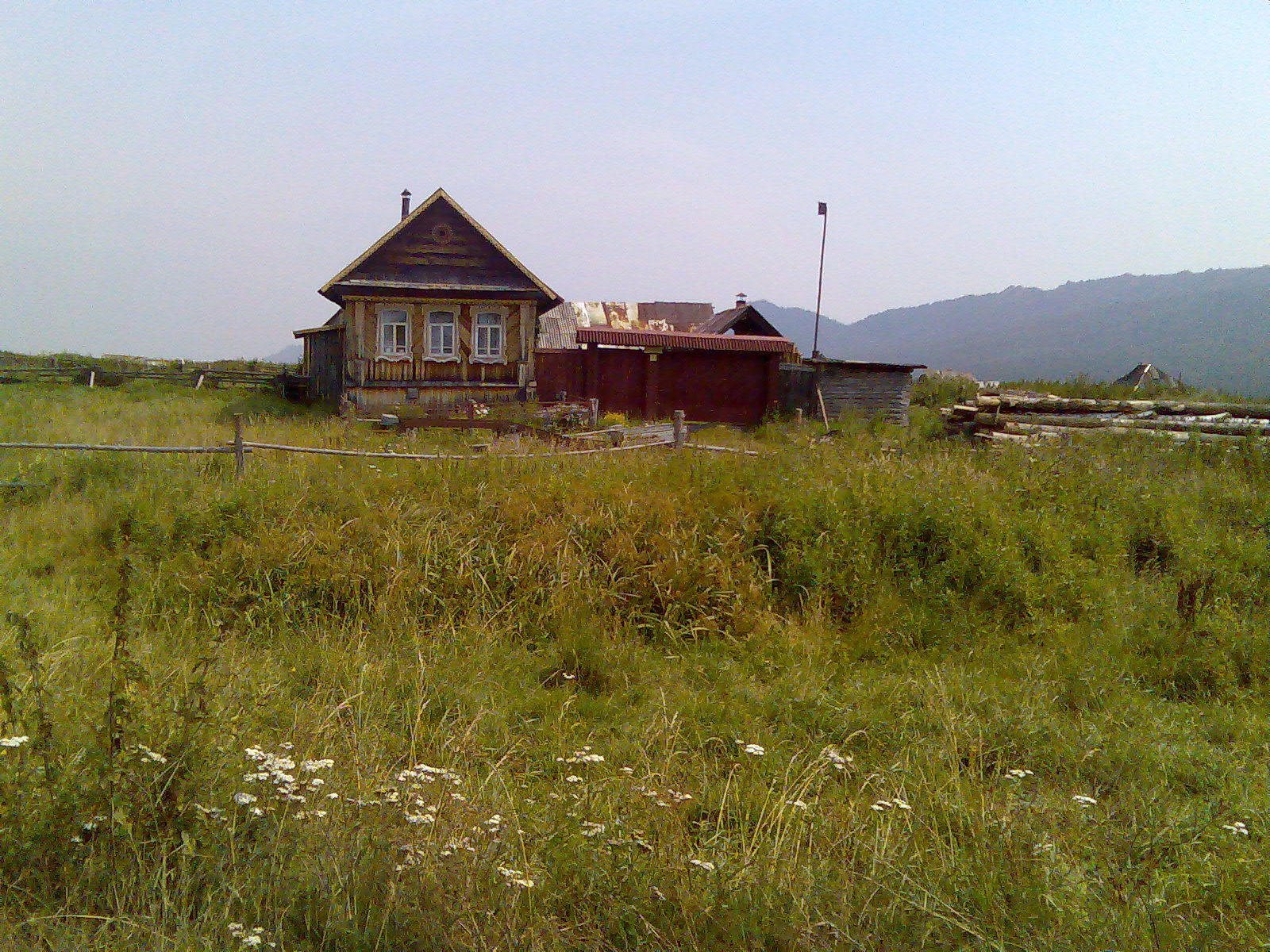
Солнечная ул,, дом 1

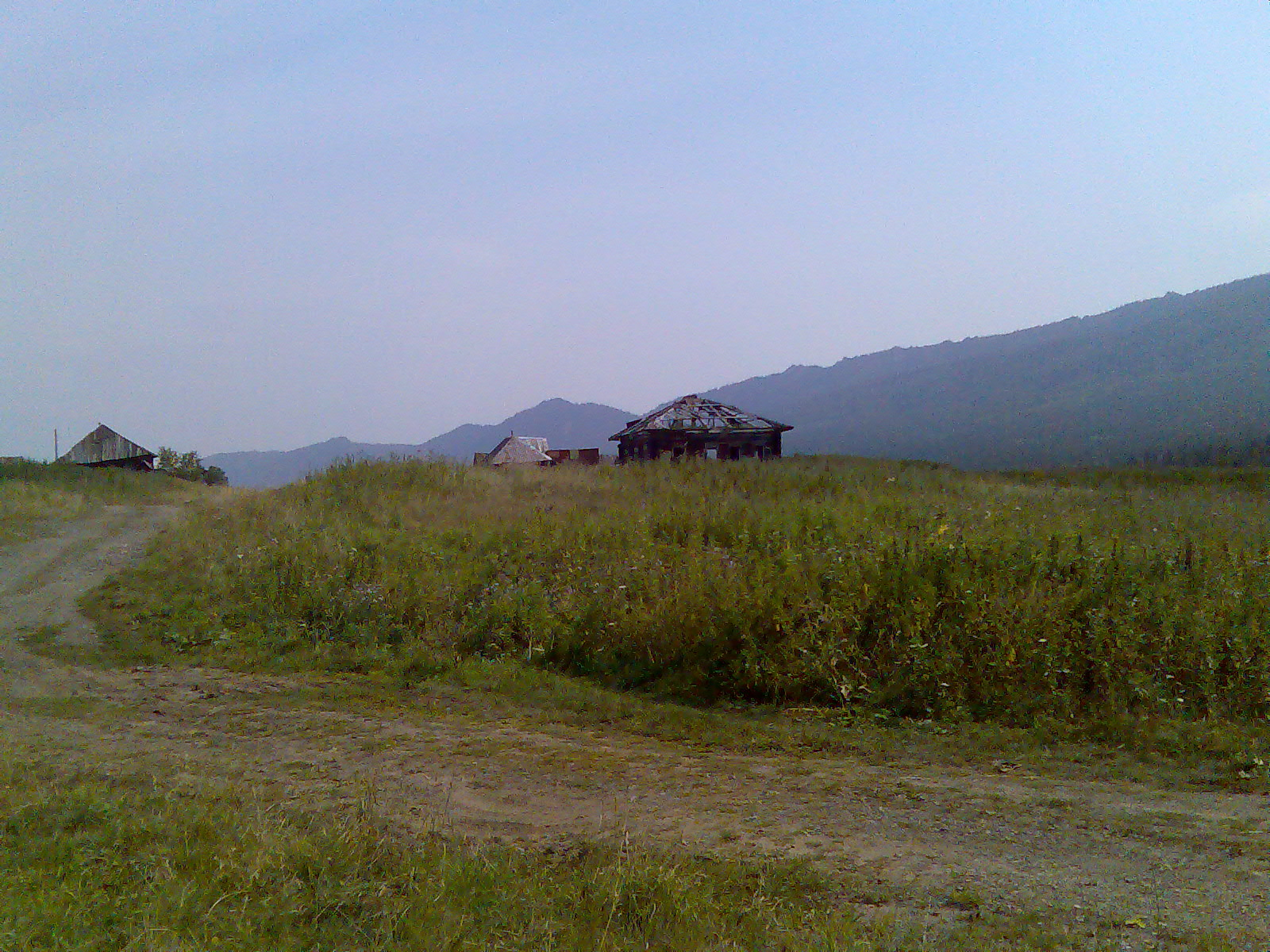

Находится на левом берегу реки Юрюзани, у впадения притока Большого Моргана. Неэлектрифицировано до сих пор. 

## Улицы
В селе две улицы: Солнечная и Большая.

## Население
| 2002 | 2010 |
| ---- | ---- |
| 6    | ↗22  |